# David Curtidor
David Curtidor, porte-parole de la communauté Nasa de Colombie, est l'inventeur et le principal promoteur d'une boisson gazeuse et sucrée aux extraits de feuilles de coca, la Coca Sek. Lancé en décembre 2005, la boisson a connu un succès rapide en Colombie. Son embouteillage est réalisé à Popayán, chef-lieu du département du Cauca.